# Dark Souls II
Dark Souls II is een actierollenspel uit 2014 ontwikkeld door FromSoftware en uitgegeven door Namco Bandai Games. Het was het derde spel in de Souls-serie en kwam uit voor PlayStation 3, Xbox 360 en Windows. Na enige vertraging werd het spel wereldwijd uitgebracht in maart 2014. De Windows-versie kwam uit op 24 april 2014.

## Spel
Dark Souls II is een derdepersoon-actierollenspel. Hoewel de spellen in de Souls-serie zich afspelen in dezelfde wereld, is er geen directe verhaallijn tussen het eerste en tweede deel. Het spel kent zowel een 'speler tegen omgeving'- als 'speler tegen speler'-modus. Daarnaast zijn er enkele samenwerkingsverbanden mogelijk. Dark Souls II kreeg naast de uitdagende spelervaring ook een verbeterde grafische engine en meer geavanceerde kunstmatige intelligentie (AI).

## Heruitgave
Een heruitgave van het spel, genaamd Dark Souls II: Scholar of the First Sin kwam uit in april 2015. Dit spel is een compilatie van het oorspronkelijke spel met alle downloadbare inhoud inbegrepen, evenals een port van het spel voor PlayStation 4, Xbox One en Windows. Grafisch is het spel verbeterd, qua speelervaring zijn er een aantal kleine veranderingen gemaakt en bevat uitgebreide multiplayer-mogelijkheden.

## Ontvangst en verkoop
Dark Souls ontving lovende recensies. Aggregatiewebsite Metacritic gaf het spel een score van 91/100 gebaseerd op 135 recensies voor alle drie platforms. Mensen prezen de atmosfeer en beelden in het spel, dat werd gezien als een grote verbetering ten opzichte van de voorgaande twee delen. Kritiek was er op de hogere moeilijkheidsgraad.
IGN gaf het spel een score van 9/10, en zei hierover: "Dark Souls II is een slim, massief, en belonend vervolgspel. Het zit boordevol diepgewortelde systemen, spannende confrontaties, en bevat voldoende speluitdaging."
Bandai Namco maakte in april 2015 bekend meer dan 2,5 miljoen exemplaren te hebben verkocht.